# خوانا بيياناتو
خوانا بيياناتو ‏ (1925 في مدريد - ) عالمة كيمائية من إسبانيا مُتخصصة في مطيافية الأشعة تحت الحمراء ورامان، والتي طُبّقت على مُختلف القضايا ذات الأهمية العلمية والطبية والدوائية والصناعية.

## جوائز وتقديرات
- جائزة بيركين إلمر لأفضل بحث في مجال مطيافية الامتصاص، بالاشتراك مع البروفيسور أ. إيدالجو عام 1968.
- الميدالية الفضية من اللجنة الإسبانية للطيف عام 1996.
- عضو فخري وميدالية فضية من الجمعية الإسبانية للبصريات عام 2002.
- ميدالية الجمعية الملكية الإسبانية للكيمياء عام 2003.
- جائزة خيسوس مورثيلو روبيو في الاجتماع الوطني للطيف برعاية بروكر عام 2006.[2]
- اللوحة المؤسسية للمجلس الأعلى للبحوث العلمية (إسبانيا) عام 2006.
- الشارة الذهبية والبراقة لجمعية الكيميائيين في مدريد عام 2007.
- تكريم كبار السن المُتميزين من وزارة الشئون الاجتماعية بمنطقة مدريد عام 2013.[3]
- الميدالية الفخرية من كرسي أخلاقيات علم الأحياء من الجامعة البابوية في كومياس عام 2013.[4]